# Saint-Quentin-les-Chardonnets
Saint-Quentin-les-Chardonnets is een gemeente in het Franse departement Orne (regio Normandië) en telt 288 inwoners (2004). De plaats maakt deel uit van het arrondissement Argentan.

## Geografie
De oppervlakte van Saint-Quentin-les-Chardonnets bedraagt 9,1 km², de bevolkingsdichtheid is 31,6 inwoners per km².
De onderstaande kaart toont de ligging van Saint-Quentin-les-Chardonnets met de belangrijkste infrastructuur en aangrenzende gemeenten.

## Demografie
Onderstaande figuur toont het verloop van het inwonertal (bron: INSEE-tellingen).
1. ↑  Populations de référence 2022.